# Gare de Ponte-Leccia
La gare de Ponte-Leccia est une gare ferroviaire française des 2 lignes à voie unique et écartement métrique de Bastia à Ajaccio (ligne Centrale) et de Ponte-Leccia à Calvi (ligne de la Balagne), située sur le territoire de la commune de Morosaglia, dans le département de la Haute-Corse et la Collectivité territoriale de Corse (CTC).
Construite par l'État, elle est mise en service en 1888 par la Compagnie de chemins de fer départementaux (CFD). C'est une gare des Chemins de fer de la Corse (CFC), desservie par des trains « grande ligne ».

## Situation ferroviaire
Établie à 195 mètres d'altitude, la gare de bifurcation de Ponte-Leccia est située au point kilométrique (PK) 46,7 de la ligne de Bastia à Ajaccio (voie unique à écartement métrique), entre les gares de Ponte-Novu et de Francardo, Elle est également l'origine, au PK 46,7, de la ligne de Ponte-Leccia à Calvi (voie unique à écartement métrique) avant la gare de Pietralba.

## Histoire
Construite par l'État, la « Gare de Ponte-Leccia » est mise en service le 1er février 1888 par la Compagnie de chemins de fer départementaux (CFD) lors de l'ouverture à l'exploitation de la section de Bastia à Corte du chemin de fer d'Ajaccio à Bastia. Des travaux routiers ont été nécessaires pour la desserte des communes de Moltifao, Asco, Piedigriggio, Popolasca, Prato et Castiglione.
Elle devient une gare de bifurcation le 10 janvier 1889 lorsque la Compagnie CFD ouvre à l'exploitation les 45 kilomètres de la section de Ponte-Leccia à Palasca du chemin de fer de Ponte-Leccia à Calvi.
En 2010-2011, les installations et bâtiments de la gare sont rénovés et modernisés. Les travaux sont financés par la Collectivité territoriale de Corse, l'État français et des fonds européens. L'ancienne halle à marchandises est réaffectée et réaménagée en bureau de tourisme et un parking est aménagé devant le bâtiment voyageurs.

## Service des voyageurs

### Accueil
Gare CFC, elle dispose d'un bâtiment voyageurs, avec guichet ouvert tous les jours.
Des passages planchéiés permettent la traversée des voies et l'accès aux quais.

### Desserte
Ponte-Leccia est desservie par des trains CFC « grande ligne » des relations Bastia - Ajaccio ou Corte et Bastia - Calvi. Des correspondances sont organisées pour la liaison Ajaccio -Calvi.

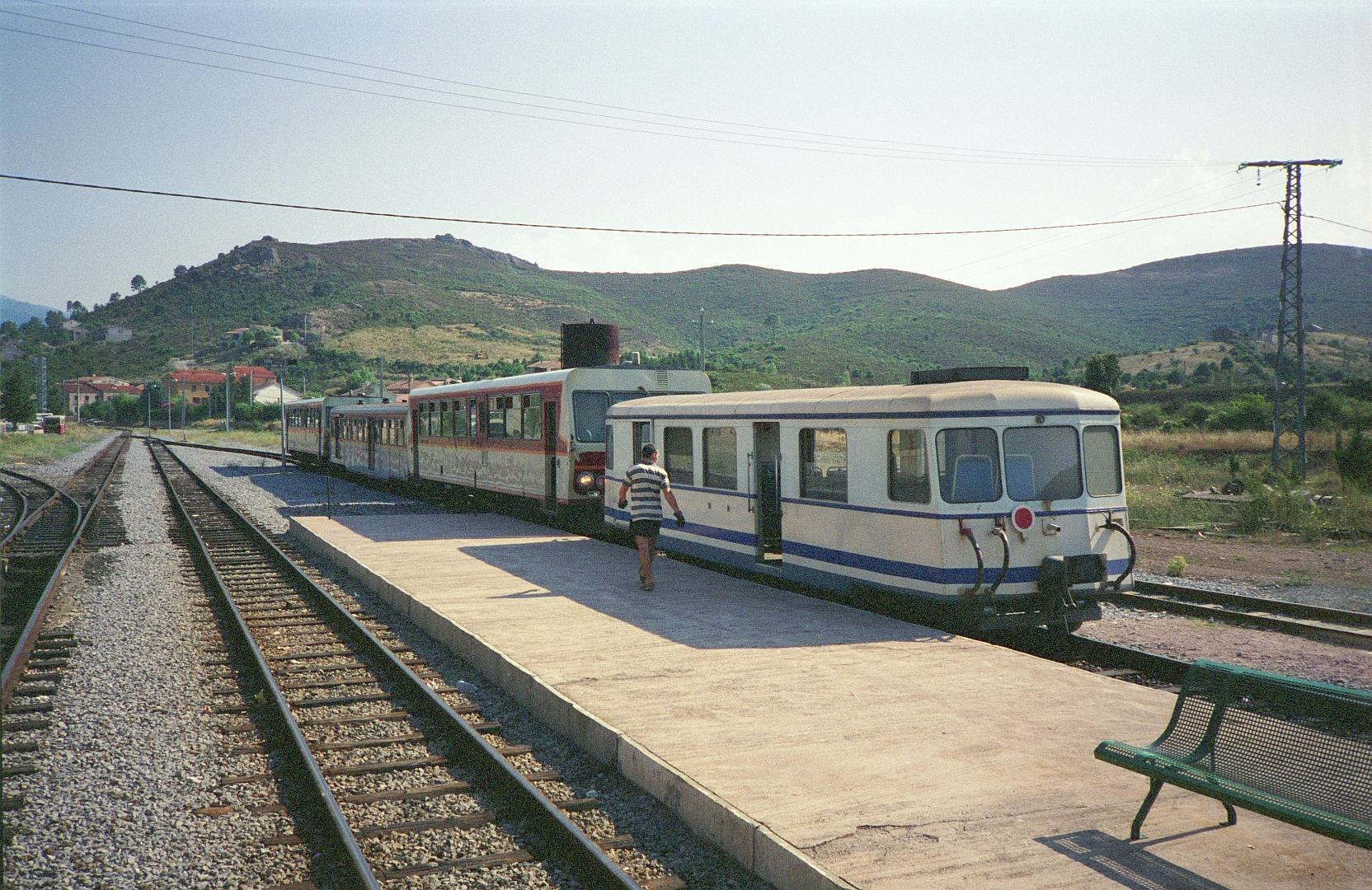
Une rame hétéroclite composée de matériels divers: remorque/pilote Billard, autorail X 5000, et 2 remorques en gare de Ponte-Leccia en 1994, attend son ordre de départ pour Calvi.

### Intermodalité
Un parking pour les véhicules y est aménagé.